# لاکارن (اوهایو)
لاکارن (به انگلیسی: Lacarne) یک منطقهٔ مسکونی در ایالات متحده آمریکا است که در شهرستان اتاوا، اوهایو واقع شده‌است.